# Alder Torres
Alder Torres Yumán (15 maart 1990) is een Guatemalteeks wielrenner.

## Carrière
In 2011 won Torres een etappe in de Ronde van Costa Rica. Een jaar later werd hij nationaal kampioen bij de beloften in zowel het tijdrijden als in de wegwedstrijd en won hij de individuele tijdrit in de Ronde van Guatemala. In zowel 2013 als in 2015 was enkel Manuel Rodas sneller in het nationale kampioenschap tijdrijden. Daarnaast won Torres in 2015 zijn tweede etappe in de ronde van zijn thuisland. Een jaar later won hij de eerste etappe, waarna hij drie dagen de leiderstrui droeg. In 2017 werd hij voor de derde maal tweede in het nationale kampioenschap tijdrijden, wederom achter Rodas, en won hij voor de vierde maal een etappe in de belangrijkste wielerwedstrijd in Guatemala. In 2023 zegevierde hij voor de zesde maal in de Ronde van Guatemala, ditmaal voor de Costa Ricaan Sebastian Brenes.

## Overwinningen
2011
4e etappe Ronde van Costa Rica
2012
 Guatemalteeks kampioen tijdrijden, Beloften
 Guatemalteeks kampioen op de weg, Beloften
4e etappe Ronde van Guatemala
2015
2e etappe Ronde van Guatemala
2016
1e etappe Ronde van Guatemala
2017
4e etappe Ronde van Guatemala
2018
10e etappe Ronde van Guatemala
2023
9e etappe Ronde van Guatemala